# Boisney
Boisney település Franciaországban, Eure megyében. Lakosainak száma 287 fő (2022. január 1.). Boisney Aclou, Berthouville, Franqueville, Hecmanville, Plasnes és Nassandres sur Risle községekkel határos.

## Népesség
A település népességének változása:
| Lakosok száma | 241  | 242  | 276  | 283  | 288  | 287  | 283  | 277  | 276  | 287  |
|               | 1968 | 1982 | 1990 | 2006 | 2013 | 2015 | 2017 | 2019 | 2020 | 2022 |